# 賈爾納縣
賈爾納縣是印度的一個縣，位於該國西部，由馬哈拉施特拉邦負責管轄，面積7,612平方公里，識字率為73.61%，2001年人口1,612,357，人口密度每平方公里212人。

## 外部連結
- Jalna district official website （页面存档备份，存于）

19°50′N 75°53′E / 19.833°N 75.883°E